# Macaranga
Macaranga es un gran género de árboles tropicales del Viejo Mundo perteneciente a la familia Euphorbiaceae y el único género de la subtribu Macaranginae. Nativo de África, Asia y Oceanía, el género comprende sobre 300 especies. Estas plantas son notables por ser recolonizadoras, ya que son las primeras que aparecen en campos destruidos.

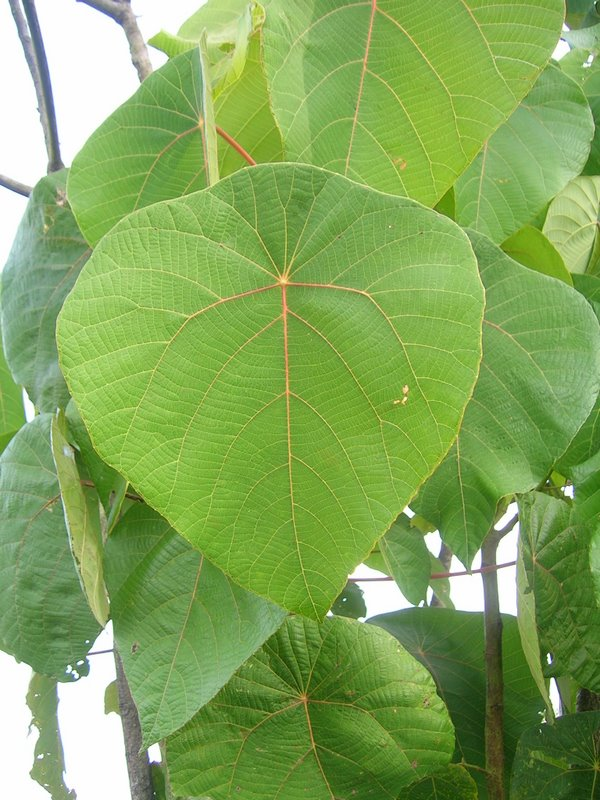
Macaranga peltata en Ghats occidentales.

Especies de Macaranga son el alimento de las larvas de algunas especies de Lepidoptera, incluyendo Endoclita malabaricus.
Macaranga está morfológicamente adaptada con tallos de paredes delgadas para vivienda de una especie de hormiga del género Crematogaster, quien a su vez le protege de los herbívoros.

## Taxonomía
El género fue descrito por Louis Marie Aubert Du Petit-Thouars y publicado en Genera Nova Madagascariensia 26. 1806. La especie tipo es: Macaranga mauritiana Bojer ex Baill.

## Especies seleccionadas
- Macaranga acerifolia Airy Shaw
- Macaranga capensis Sim
- Macaranga carrii Perry
- Macaranga incisa Gage
- Macaranga indicaWight
- Macaranga mappa Müll.Arg.
- Macaranga tenella Pax & K.Hoffm.

etc.